# Убинский хребет
Уби́нский хребе́т (каз. Уба жотасы) — горный хребет на западе Алтая, расположенный на территории Восточно-Казахстанской области Казахстана.
Протяжённость хребта составляет около 120 километров. Высота колеблется от 600—700 м на западе до 1500—1800 м на востоке. Высшая точка — гора Синюха (1812 метров). 
Хребет сложен кристаллическими сланцами, известняками и гранитами. Нижние части склонов в западной половине хребта заняты степной растительностью, произрастающей на горных чернозёмах. На востоке хребта преобладает елово-пихтовая тайга, местами сменяющаяся вторичными осиново-берёзовыми лесами.